# Cartapiù
Cartapiù, precedentemente LA7 Cartapiù, è stata una pay per view per la televisione digitale terrestre. Il servizio era offerto da Telecom Italia Media e destinato al mercato italiano.
Cartapiù non necessitava di abbonamento ad una piattaforma televisiva e l'acquisto dei programmi televisivi avveniva mediante smart card con credito prepagato e ricaricabile in modo del tutto simile a quanto avviene con gli abbonamenti alla telefonia mobile di tipo prepagato.
È partita il 20 gennaio 2005 in occasione del girone di ritorno del Campionato di Serie A 2004-2005.
Il 7 marzo 2009 è stata chiusa e sostituita da Dahlia TV che ne ha ereditato gli abbonati.

## Contenuti
L'offerta televisiva di Cartapiù era inizialmente incentrata su eventi sportivi e musicali. Svariati altri programmi sono poi stati introdotti: film, serie televisive e animate, cartoni per bambini e così via.
Contenuto principale rimaneva il calcio: nella stagione 2007/2008 sono state trasmesse le partite in casa e in trasferta di Cagliari, Fiorentina, Catania, Sampdoria, Reggina, Palermo, e le partite giocate sui campi Cartapiù di tutte le altre squadre.
Il palinsesto 2007/2008 ha inoltre compreso alcuni incontri di Coppa UEFA e Coppa Italia.
L'offerta calcio per il 2008/2009 prevedeva la trasmissione di tutte le partite di Fiorentina, Palermo, Sampdoria, Catania, Cagliari, e delle partite giocate da Bologna, Lecce, Udinese e Siena in casa e sui campi Cartapiù.
Anche la Serie B era entrata a far parte dell'offerta Cartapiù, in esclusiva per il digitale terrestre: andavano in onda la diretta delle partite più importanti di ogni turno e Cartapiù GOL!, con highlights in diretta di tutti gli incontri.

## Servizi televisivi

Vecchio logo di Cartapiù

I programmi televisivi di Cartapiù erano offerti su 6 diversi canali televisivi:
- Cartapiù A
- Cartapiù B
- Cartapiù C
- Cartapiù D
- Cartapiù E
- Cartapiù F (canale poi spento)
- Cartapiù GOL!

Era inoltre disponibile anche il canale Cartapiù Attivazione per l'attivazione della smart card e per ricaricarne il credito.